# Ioachim Muntean
Ioachim Muntean (n. 18 ianuarie 1847, Tilișca, județul Sibiu – d. 22 februarie 1941) a fost un deputat în Marea Adunare Națională de la Alba Iulia, organismul legislativ reprezentativ al „tuturor românilor din Transilvania, Banat și Țara Ungurească”, cel care a adoptat hotărârea privind Unirea Transilvaniei cu România, la 1 decembrie 1918 .

## Biografie
A fost protopop al Agnitei și președinte al Despărțământului ASTREI din Agnita.

## Activitatea politică
Ca deputat în Adunarea Națională din 1 decembrie 1918 a fost reprezentant al Protopopiatului Ortodox al Agnitei și al Despărțământului ASTREI din Agnita.

## Lectură suplimetară
- Ioan I. Șerban, Nicolae Josan (coord.), Dicționarul personalităților Unirii. Trimișii românilor transilvăneni la Marea Adunare Națională de la Alba Iulia, Alba Iulia, Editura Altip, 2003.
- Daniela Comșa, Eugenia Glodariu, Maria M. Jude, Clujenii și Marea Unire, Muzeul Național Transilvania, Cluj-Napoca, 1998
- Florea Marin, Medicii și Marea Unire, Editura Tipomur, Târgu Mureș, 1993
- Silviu Borș, Alexiu Tatu, Bogdan Andriescu, (coord.), Participanți din localități sibiene la Marea Adunare Națională de la Alba Iulia din 1 decembrie 1918, Editura Armanis, Sibiu, 2015